# Anhalter Tor

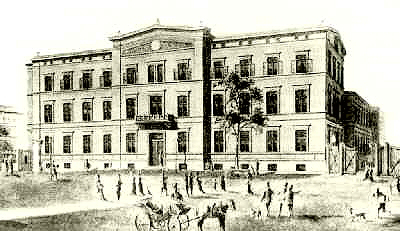
Den ursprungliga Anhalter Bahnhof vid färdigställandet 1841.

Anhalter Tor var en port i Berlins tullmur och existerade mellan 1840 och 1868, på platsen för nuvarande Askanischer Platz.
Ursprungligen fanns här ingen port i muren när denna anlades från 1730-talet och framåt. När de första järnvägsstationerna byggdes i Berlin byggdes de som säckstationer för de preussiska stambanor som slutade i Berlin, oftast precis utanför tullmuren. Vid uppförandet av Anhalter Bahnhof 1839–1841 öppnades även en ny tullport på denna plats. Ett torg anlades framför järnvägsstationen, Askanischer Platz. Stationen blev senare under 1800-talet den huvudsakliga stationen för fjärrtåg söderut från Berlin och den stora nya stationsbyggnaden, uppförd 1880, blev centrum i de livliga stationskvarter som växte fram omkring den tidigare stadsporten. Tullmurens funktion hade dock redan 1860 avskaffats och 1868 revs denna sträcka av muren inklusive porten. Den vägg omkring Anhalter Bahnhofs ingångsportal som sedan bombningen under andra världskriget bevarats som ruin kallas ibland Neues Anhalter Tor, och är idag kulturminnesskyddad. En kortare sektion av tullmuren har bevarats på den närbelägna Stresemannstrasse.